# Cernosvitoviella atrata
Cernosvitoviella atrata is een ringworm uit de familie van de Enchytraeidae. De wetenschappelijke naam van de soort werd voor het eerst geldig gepubliceerd in 1903 door Bretscher als Marionina atrata.